# Peter Van Petegem
Peter Van Petegem (Opbrakel, 18 januari 1970) is een voormalig Belgisch wielrenner, die beroeps was van 1992 tot 2007. Zijn bijnaam luidde Zwarte van Brakel, of de Peet.

## Biografie

### Wielerloopbaan
Peter Van Petegem werd in 1992 beroepswielrenner bij de toen grote Nederlandse ploeg PDM–Concorde van ploegmanager Manfred Krikke, met in diens navolging Ad Simonis. 
In 1995 belandde hij bij een ander sterk Nederlands team, TVM–Polis Direct van Cees Priem en nadien TVM–Farm Frites genaamd, waar hij tot het einde van de jaren negentig onder contract bleef staan. 
Hij reed ook vijf jaar voor Lotto, de ploeg van Marc Sergeant; waar hij vaker aan herinnerd wordt dan aan zijn ene seizoen voor Lotto–Caloi, in 1993 toen de sportieve leiding nog in handen was van Jean-Luc Vandenbroucke, oom van Van Petegems latere concurrent–conculega Frank. In 2001 reed hij voor de Amerikaanse formatie Mercury–Viatel, samen met onder anderen zijn vriend en 'luitenant' Wim Vansevenant. In het najaar van dat seizoen verruilde hij dat team echter voor het Belgische team Palmans–Collstrop, alvorens naar Lotto–Adecco te vertrekken. 
Peter Van Petegem was vooral expert in het rijden van belangrijke eendaagse wedstrijden oftewel klassiekers. Een van zijn bijnamen is de Zwarte van Brakel, refererend aan zijn donkere verschijning op de fiets en zijn geboorteplaats Opbrakel. Zijn eerste grote overwinning was de Omloop in 1997. Ook in 1998 en 2002 won hij de wedstrijd, een gedeeld record. Van Petegem is mederecordhouder met Ernest Sterckx en Joseph Bruyère. Zijn grote doorbraak op internationaal vlak is zijn zilveren medaille op het WK van 1998 in het Nederlandse Valkenburg. Hij werd tweede na Oscar Camenzind. Het jaar daarop won hij zijn eerste monument met de Ronde van Vlaanderen. Dit deed hij na een spurt met drie. Na een zinderende finale van Vlaanderens Mooiste versloeg hij Frank Vandenbroucke en Johan Museeuw.
Van Petegems grootste succes kwam in april 2003. Nadat De Peet op zondag 6 april voor de tweede maal de Ronde van Vlaanderen had gewonnen, volgde de volgende week (13 april) een overwinning in Parijs-Roubaix. De eerste maal dat een renner beide 'kasseienklassiekers' in hetzelfde jaar won sinds Roger De Vlaeminck in 1977. Hij is een van de elf renners die daar in slaagde. Na een snel verreden editie op de zonovergoten kasseistroken van de Hel van het Noorden kwam Van Petegem in een sprint met drie als eerste over de meet. De Italiaan Dario Pieri en de Rus Vjatsjeslav Jekimov vervolledigden het podium.
Van Petegem behaalde een tweede medaille op het WK, namelijk in het Canadese Hamilton, Ontario in 2003. Brons na de Spanjaarden Igor Astarloa (goud) en Alejandro Valverde.
Na afloop van Parijs-Roubaix 2006 werd Van Petegem gediskwalificeerd omdat hij in volle finale met medevluchters Leif Hoste en Vladimir Goesev door een gesloten spoorwegovergang reed. De Peet kwam als tweede over de streep, maar verloor zijn plaats door de diskwalificatie aan Tom Boonen. In juni 2006 raakte bekend dat Van Petegem geen contractverlenging bij zijn ploeg Davitamon-Lotto zou krijgen. In het voorjaar werd Van Petegem al openlijk bekritiseerd in de pers door Marc Coucke, de geldschieter van de ploeg, omdat hij te weinig koersen zou winnen. De officiële uitleg was dat het contract van de 36-jarige Van Petegem te zwaar op het budget woog en dat de ploeg wilde verjongen. In 2007 reed hij daarom voor Quickstep-Innergetic, maar wist hij geen aansprekende resultaten meer te boeken.
Op 24 augustus 2007 kondigde Peter Van Petegem aan te stoppen met wielrennen. Hij en Serge Baguet reden op 11 september hun laatste koers in Desselgem, de GP Briek Schotte.

### Later leven
Van Petegem kreeg na zijn loopbaan zijn eigen cyclosportive waar duizenden wielertoeristen aan deelnemen: de Peter Van Petegem Classic. Van Petegem baatte samen met zijn vrouw Angélique Segaert sinds 2008 de bed and breakfast Le Pavé uit te Horebeke.
Van Petegem is sinds de Omloop Het Volk 2008 koersdirecteur van de Omloop Het Nieuwsblad, die hij zelf drie maal won.

## Palmares
1991

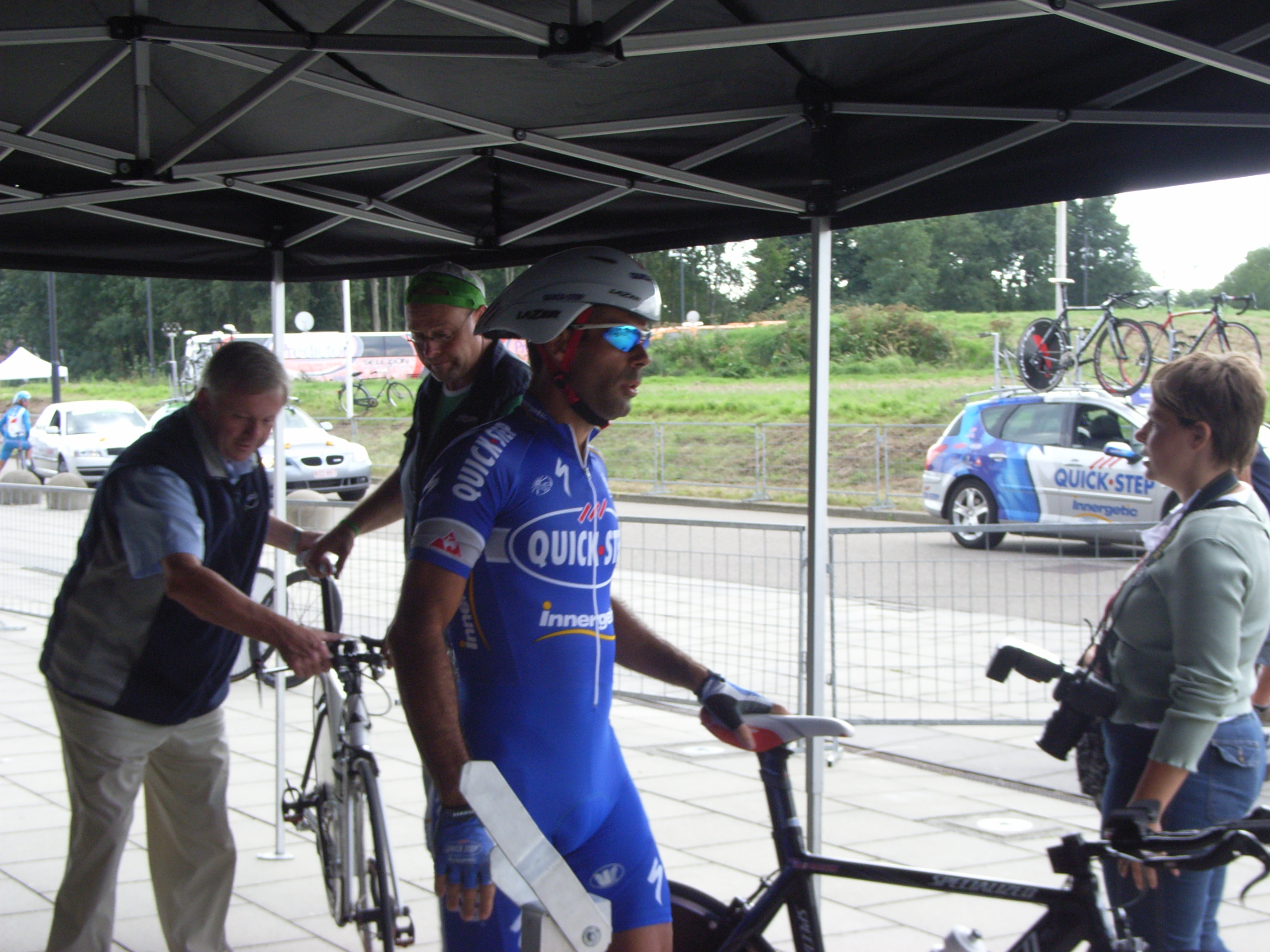
Peter Van Petegem tijdens de Eneco Tour 2007

- Internationale Wielertrofee Jong Maar Moedig

1994
- Scheldeprijs

1996
- Trofeo Luis Puig
- 2e etappe Ronde van Denemarken

1997
- Omloop Het Volk
- Trofeo Alcudia
- Kampioenschap van Vlaanderen

1998
- Omloop Het Volk
- Zilver op het wereldkampioenschap wielrennen op de weg, Elite

1999
- E3 Prijs Vlaanderen
- Eindklassement Driedaagse van De Panne
- Ronde van Vlaanderen

2000
- GP Isbergues

2001
- Kuurne - Brussel - Kuurne
- 2e etappe Parijs - Nice
- GP Isbergues

2002
- Omloop Mandel-Leie-Schelde
- Omloop Het Volk
- 3e etappe b Driedaagse van De Panne
- Eindklassement Driedaagse van De Panne
- Omloop van het Meetjesland
- 5e etappe Ronde van het Waalse Gewest
- Gullegem Koerse

2003
- Ronde van Vlaanderen
- Parijs-Roubaix
- Brons op het wereldkampioenschap wielrennen op de weg, Elite

## Resultaten in voornaamste wedstrijden
| Jaar | Ronde van Italië | Ronde van Frankrijk | Ronde van Spanje |
| ---- | ---------------- | ------------------- | ---------------- |
| 1993 |                  |                     |                  |
| 1994 |                  |                     |                  |
| 1995 | opgave           |                     | 104e             |
| 1996 |                  | 116e                |                  |
| 1997 |                  | 102e                |                  |
| 1998 |                  | opgave              | opgave           |
| 1999 |                  |                     | opgave           |
| 2000 |                  |                     |                  |
| 2001 |                  |                     |                  |
| 2002 |                  |                     |                  |
| 2003 |                  |                     |                  |
| 2004 |                  |                     |                  |
| 2005 |                  |                     |                  |
| 2006 |                  |                     |                  |
| 2007 |                  |                     |                  |

| Jaar | Milaan-San Remo | Gent-Wevelgem | Ronde van Vlaanderen | Parijs-Roubaix | Amstel Gold Race | Luik-Bast.‑Luik | E3 Harelbeke | Omloop Het Volk | Dwars door Vlaanderen |  | WK op de weg |  | Wereldranglijsten |
| ---- | --------------- | ------------- | -------------------- | -------------- | ---------------- | --------------- | ------------ | --------------- | --------------------- |  | ------------ |  | ----------------- |
| 1993 |                 | 18e           | 97e                  | 49e            |                  |                 | 52e          |                 |                       |  |              |  |                   |
| 1994 |                 | 37e           | 17e                  |                |                  |                 | 12e          |                 |                       |  |              |  |                   |
| 1995 | 118e            |               |                      | 53e            | 55e              |                 |              | 14e             |                       |  |              |  |                   |
| 1996 | 31e             | 14e           | 10e                  | 35e            | 58e              |                 | ↑            | 44e             |                       |  |              |  |                   |
| 1997 | 14e             | 16e           | 9e                   | 28e            | 25e              |                 | 8e           | ↑               | 6e                    |  | 37e          |  |                   |
| 1998 | 7e              | 8e            | 5e                   | 17e            | 21e              | 29e             |              | ↑               | 7e                    |  | ↑            |  |                   |
| 1999 | 7e              |               | ↑                    | 25e            | 20e              |                 | ↑            | 8e              | 6e                    |  |              |  | 4e (UWB)          |
| 2000 | 30e             | Zilver        | 8e                   | ↑              | 7e               | 91e             | 6e           | 46e             | Zilver                |  | 50e          |  | 10e (UWB)         |
| 2001 | 13e             |               |                      | 24e            | 6e               | 13e             |              | 16e             |                       |  |              |  | 19e (UWB)         |
| 2002 | 15e             |               | ↑                    |                | 6e               | 7e              | 5e           | ↑               | 4e                    |  | 18e          |  |                   |
| 2003 |                 |               | ↑                    | ↑              | 80e              |                 | 28e          | 16e             | 13e                   |  | ↑            |  |                   |
| 2004 | 10e             |               | 16e                  | 6e             | 5e               | 25e             |              |                 | 79e                   |  | 29e          |  |                   |
| 2005 |                 |               | ↑                    |                |                  |                 | ↑            |                 | 86e                   |  | 34e          |  |                   |
| 2006 |                 |               | 4e                   |                |                  |                 | 9e           |                 | 39e                   |  |              |  | 81e (UPT)         |
| 2007 |                 | 60e           | 59e                  | 23e            |                  |                 | 21e          |                 | 28e                   |  |              |  |                   |